# 夢の吊橋

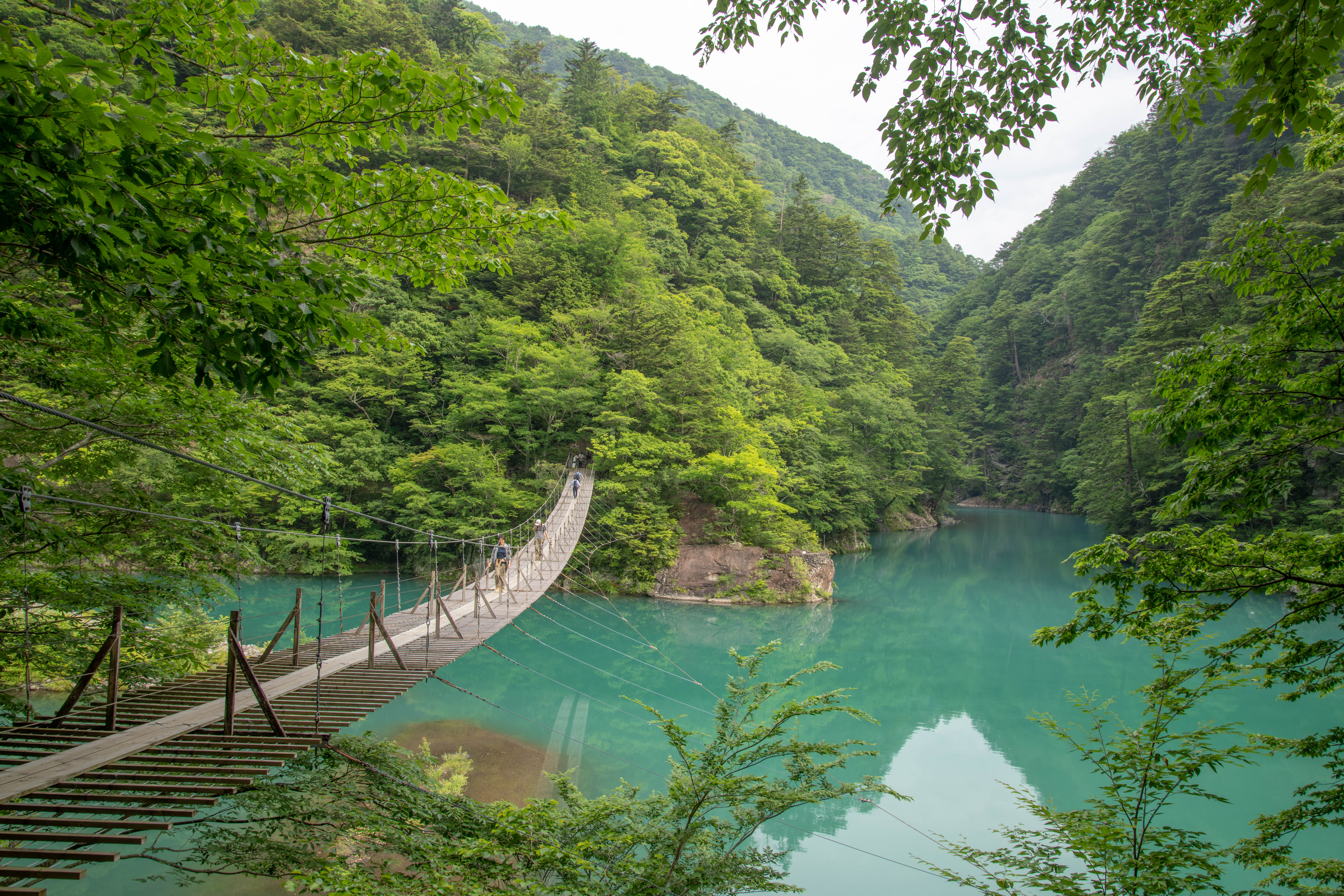
夢の吊橋と大間ダム湖

夢の吊橋（ゆめのつりばし）は、静岡県榛原郡川根本町の大間ダム湖にある吊橋（人道橋）である。

## 概要
長さ90m、水面からの高さは8mである。一度に通れる人数は10人に制限されており、混雑期には一方通行となる。

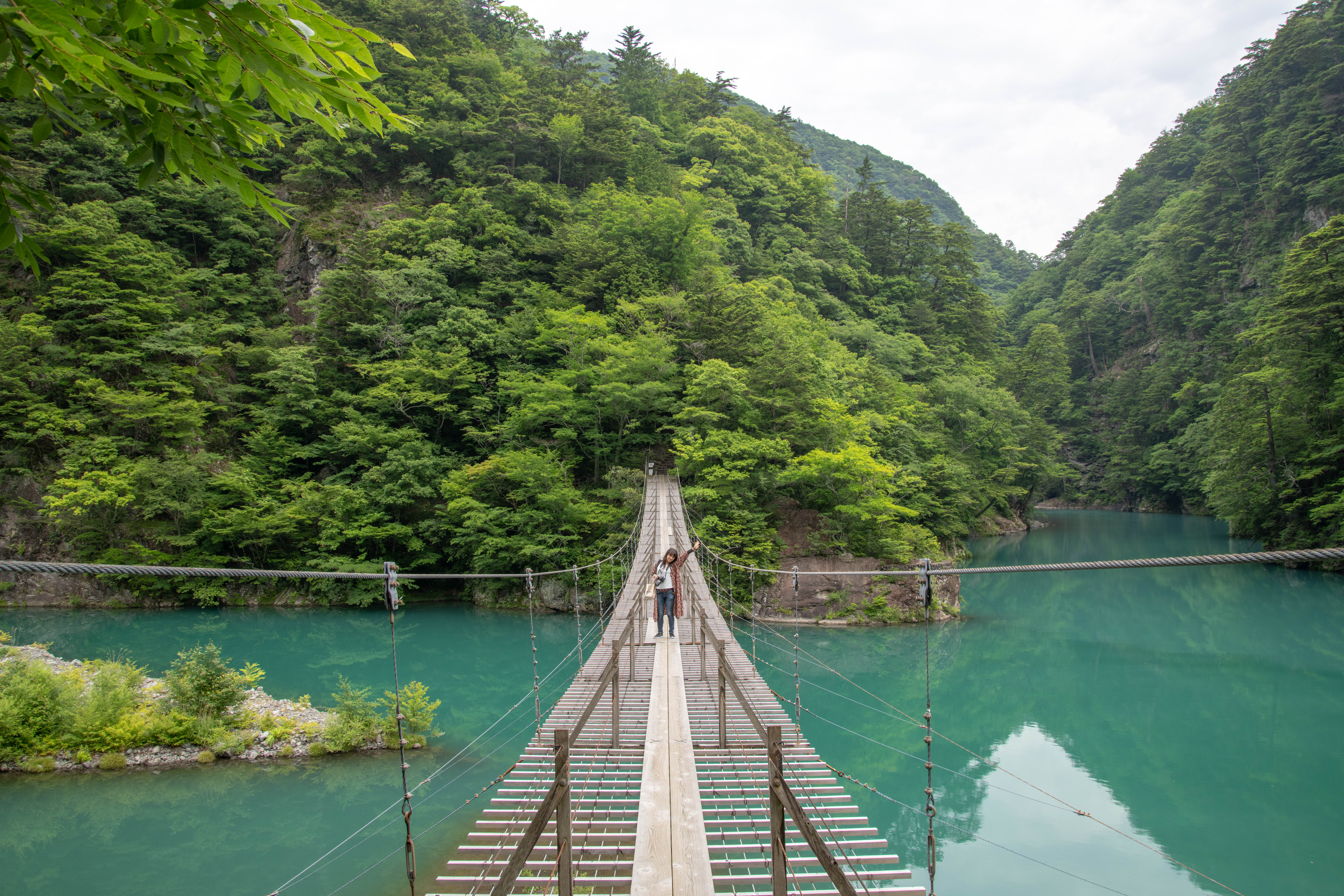
夢の吊橋

寸又峡が臨める場所に位置し、秋の紅葉の時期には多くの観光客が訪れる。2012年10月には、トリップアドバイザーの企画「バゲットリスト」において「死ぬまでに渡りたい!? 世界の徒歩吊り橋 10選」に選ばれた。
2024年（令和6年）9月中旬に寸又峡温泉街からの道で落石が発生し通行止めとなっていたが、応急復旧工事が完了し、10月18日に通行止めが解除された。

## 付近
- 奥大井県立自然公園
- 寸又峡尾崎坂展望台
- 飛龍橋
- 草履石公園
- 寸又峡温泉
- 大間発電所
- 大井川鐵道井川線アプトいちしろ駅
- 大井川ダム